# Circuito de Baloncesto de la Costa del Pacífico 2013
La Temporada 2013 del CIBACOPA fue la decimotercera edición del Circuito de Baloncesto de la Costa del Pacífico. Arrancó el 2 de abril y concluyó el 2 de julio con el bicampeonato obtenido por los Rayos de Hermosillo. Este torneo contó con la incorporación de los multicampeones Trigueros de Ciudad Obregón.
La temporada inició con nueve quintetos debidamente conformados y bien estructurados. Caballeros de Culiacán y Coras de Tepic solicitaron permiso para ausentarse en este torneo.

## Campeón de Liga
El Campeonato del Circuito de Baloncesto de la Costa del Pacífico lo obtuvieron los Rayos de Hermosillo, los cuales derrotaron en una reñida Serie Final a la Garra Cañera de Navolato por 4 juegos a 3, coronándose el equipo hermosillense en calidad de local en el Gimnasio del Estado de Sonora de Hermosillo, Sonora.

## Equipos participantes
Temporada "Bachoco 2013"
| Circuito de Baloncesto de la Costa del Pacífico 2013 |                          |                                     |           |
| Equipo                                               | Ciudad                   | Pabellón                            | Capacidad |
| Frayles de Guasave                                   | Guasave, Sinaloa         | Gimnasio "Luis Estrada Medina"      | 2,000     |
| Fuerza Guinda de Nogales                             | Nogales, Sonora          | Gimnasio "Carlos Hernández Carrera" | 2,000     |
| Garra Cañera de Navolato                             | Navolato, Sinaloa        | Gimnasio "Briseida Acosta Balarezo" | 1,200     |
| Mineros de Cananea                                   | Cananea, Sonora          | Gimnasio "Luis Encinas Johnson"     | 1,700     |
| Ostioneros de Guaymas                                | Guaymas, Sonora          | Gimnasio Municipal de Guaymas       | 1,200     |
| Pioneros de Los Mochis                               | Los Mochis, Sinaloa      | Auditorio "Benito Juárez"           | 1,800     |
| Rayos de Hermosillo                                  | Hermosillo, Sonora       | Gimnasio del Estado de Sonora       | 3,500     |
| Tijuana Zonkeys                                      | Tijuana, Baja California | Auditorio Fausto Gutiérrez Moreno   | 4,888     |
| Trigueros de Ciudad Obregón                          | Ciudad Obregón, Sonora   | Gimnasio "Manuel Lira García"       | 3,000     |

## Tabla de posiciones
- Actualizadas las clasificaciones al 2 de junio de 2013. [4]

JJ = Juegos Jugados, JG = Juegos Ganados, JP = Juegos Perdidos, Ptos. = Puntos Obtenidos = (JGx2)+(JP), PF= Puntos a favor, PC = Puntos en contra, Dif. = Diferencia entre Ptos. a favor y en contra, JV = Juegos de Ventaja
| Clasificado a los playoffs |

| Eliminado de los playoffs |

| Clasificación General       |    |    |    |       |      |      |      |    |
| Equipo                      | JJ | JG | JP | Ptos. | PF   | PC   | Dif. | JV |
| Rayos de Hermosillo         | 32 | 26 | 6  | 58    | 2882 | 2566 | 316  | -  |
| Ostioneros de Guaymas       | 32 | 23 | 9  | 55    | 2974 | 2742 | 232  | 3  |
| Garra Cañera de Navolato    | 32 | 15 | 17 | 47    | 2655 | 2739 | -84  | 11 |
| Tijuana Zonkeys             | 32 | 15 | 17 | 47    | 2818 | 2827 | -9   | 11 |
| Fuerza Guinda de Nogales    | 32 | 15 | 17 | 47    | 2719 | 2714 | 5    | 11 |
| Frayles de Guasave          | 32 | 14 | 18 | 46    | 2859 | 2949 | -90  | 12 |
| Mineros de Cananea          | 32 | 14 | 18 | 46    | 2850 | 2909 | -59  | 12 |
| Trigueros de Ciudad Obregón | 32 | 13 | 19 | 45    | 2785 | 2852 | -67  | 13 |
| Pioneros de Los Mochis      | 32 | 9  | 23 | 41    | 2544 | 2788 | -244 | 17 |

## Playoffs
|  | Cuartos de final | Cuartos de final | Cuartos de final |              |   | Semifinales    | Semifinales | Semifinales |  |   | Final                    | Final | Final |  |
|  |                  |                  |                  |              |   |                |             |             |  |   | 24 de junio - 2 de julio |       |       |  |
|  |                  |                  |                  |              |   |                |             |             |  |   |                          |       |       |  |
|  |                  |                  |                  |              |   |                |             |             |  |   |                          |       |       |  |
|  | 1                | 'Rayos'          | 4                |              |   |                |             |             |  |   |                          |       |       |  |
|  | 1                | 'Rayos'          | 4                |              |   |                |             |             |  |   |                          |       |       |  |
|  | 8                | Trigueros        | 0                |              |   |                |             |             |  |   |                          |       |       |  |
|  | 8                | Trigueros        | 0                |              | 1 | 'Rayos'        | 4           |             |  |   |                          |       |       |  |
|  |                  |                  |                  |              | 1 | 'Rayos'        | 4           |             |  |   |                          |       |       |  |
|  |                  |                  | 7                | Mineros      | 1 |                |             |             |  |   |                          |       |       |  |
|  | 2                | Ostioneros       | 7                | Mineros      | 1 | 0              |             |             |  |   |                          |       |       |  |
|  | 2                | Ostioneros       |                  |              |   |                |             |             |  |   |                          |       |       |  |
|  | 7                | 'Mineros'        | 4                |              |   |                |             |             |  |   |                          |       |       |  |
|  | 7                | 'Mineros'        | 4                |              |   |                |             |             |  | 1 | 'Rayos'                  | 4     |       |  |
|  |                  |                  |                  |              |   |                |             |             |  | 1 | 'Rayos'                  | 4     |       |  |
|  |                  |                  | 3                | Garra Cañera | 3 |                |             |             |  |   |                          |       |       |  |
|  | 3                | 'Garra Cañera'   | 3                | Garra Cañera | 3 | 4              |             |             |  |   |                          |       |       |  |
|  | 3                | 'Garra Cañera'   |                  |              |   |                |             |             |  |   |                          |       |       |  |
|  | 6                | Frayles          | 2                |              |   |                |             |             |  |   |                          |       |       |  |
|  | 6                | Frayles          | 2                |              | 3 | 'Garra Cañera' | 4           |             |  |   |                          |       |       |  |
|  |                  |                  |                  |              | 3 | 'Garra Cañera' | 4           |             |  |   |                          |       |       |  |
|  |                  |                  | 4                | Zonkeys      | 3 |                |             |             |  |   |                          |       |       |  |
|  | 4                | 'Zonkeys'        | 4                | Zonkeys      | 3 | 4              |             |             |  |   |                          |       |       |  |
|  | 4                | 'Zonkeys'        |                  |              |   |                |             |             |  |   |                          |       |       |  |
|  | 5                | Fuerza Guinda    | 2                |              |   |                |             |             |  |   |                          |       |       |  |
|  | 5                | Fuerza Guinda    | 2                |              |   |                |             |             |  |   |                          |       |       |  |
|  |                  |                  |                  |              |   |                |             |             |  |   |                          |       |       |  |

### Final
| Fecha                     | Hora  | Equipo local             | Resultado                                                                                                 | Equipo visitante         |
| ------------------------- | ----- | ------------------------ | --- | ------------------------ |
| 24 de junio de 2013       | 20:00 | Rayos de Hermosillo      | 80 - 88                                                                                                   | Garra Cañera de Navolato |
| 25 de junio de 2013       | 20:00 | Rayos de Hermosillo      | 106 - 80                                                                                                  | Garra Cañera de Navolato |
| 27 de junio de 2013       | 20:00 | Garra Cañera de Navolato | 60 - 59 (enlace roto disponible en Internet Archive; véase el historial, la primera versión y la última). | Rayos de Hermosillo      |
| 28 de junio de 2013       | 20:00 | Garra Cañera de Navolato | 64 - 59 (enlace roto disponible en Internet Archive; véase el historial, la primera versión y la última). | Rayos de Hermosillo      |
| 29 de junio de 2013       | 20:00 | Garra Cañera de Navolato | 71 - 90                                                                                                   | Rayos de Hermosillo      |
| 1 de julio de 2013        | 20:00 | Rayos de Hermosillo      | 77 - 76                                                                                                   | Garra Cañera de Navolato |
| 2 de julio de 2013        | 20:00 | Rayos de Hermosillo      | 79 - 78                                                                                                   | Garra Cañera de Navolato |
| Rayos gana la serie 4 - 3 |       |                          | |                          |

## Líderes individuales
| Categoría         | Jugador                                       | Promedio | %    |
| ----------------- | --------------------------------------------- | -------- | ---- |
| Puntos            | Kenny Jones (Trigueros de Ciudad Obregón)     | 25.8     | *    |
| Rebotes           | Ryan O'neal P Moss (Fuerza Guinda de Nogales) | 10.1     | *    |
| Asistencias       | Myron Demond Allen (Ostioneros de Guaymas)    | 7.0      | *    |
| Tiros de 2        | Kenny Jones (Trigueros de Ciudad Obregón)     | *        | 64.2 |
| Tiros de 3        | Kyle Spain (Rayos de Hermosillo)              | *        | 53.2 |
| Tiros Libres      | Shannon Shorter (Ostioneros de Guaymas)       | *        | 88.1 |
| Faltas Cometidas  | Sammy Monroe (Mineros de Cananea)             | 2.9      | *    |
| Robos de Balón    | Steve Monreal (Rayos de Hermosillo)           | 1.9      | *    |
| Pérdidas de balón | Myron Demond Allen (Ostioneros de Guaymas)    | 3.9      | *    |
| Tapones           | James Penny (Tijuana Zonkeys)                 | 1.5      | *    |